# Neoheterocotyle inprista
Neoheterocotyle inprista är en plattmaskart. Neoheterocotyle inprista ingår i släktet Neoheterocotyle och familjen Monocotylidae. Inga underarter finns listade i Catalogue of Life.